# Kevin-Prince Boateng
Pour les articles homonymes, voir Boateng.
Kevin-Prince Boateng, né le 6 mars 1987 à Berlin en Allemagne, est un footballeur international ghanéen jouant au poste de milieu de terrain.
Formé au Hertha Berlin, il est capable de jouer aux postes de milieu relayeur ou de milieu offensif, voire d'attaquant.
Il est le demi-frère de l'ex-footballeur international allemand Jérôme Boateng.

## Carrière

### Club

#### Débuts de carrière
Joueur ayant la double-nationalité ghanéenne et allemande, Boateng est un milieu relayeur et milieu défensif de formation. Il fait partie des grands espoirs ghanéens et africains d'Afrique de l'Ouest. Il a commencé sa carrière avec le club de jeunes Reinickendorfer Füchse, Kevin-Prince joue avec le Hertha Berlin à partir du 1er juillet 1994, époque à laquelle il avait tout juste sept ans.

#### Hertha Berlin (2005-2007)
Il a fait ses débuts en Bundesliga contre l'Eintracht Francfort, lors de la saison 2005-06. Lors de ce match, il impressionna les observateurs, et intégra immédiatement l'équipe première, à tout juste 18 ans.
Boateng a pour modèles Pelé et Rivaldo, et enflamma parfois les stades allemands en imitant le duo brésilien par des dribbles spectaculaires. Son amour du beau jeu a attiré les applaudissements, mais également certaines critiques. Le sélectionneur de l'équipe d'Allemagne des moins de 19 ans, Uli Stielike, a déclaré à propos de lui : « Au haut niveau, Kevin a besoin de s'extraire du monde du football spectacle ». Il a depuis cessé d'employer ses « gris-gris ».
Le 27 juillet 2006, Boateng a remporté le Fritz Walter médaille d'or et le titre de l'année 2006 de Meilleur Jeune Joueur en Allemagne. Le jury composé de la DFB, de jeunes entraineurs et de membres du conseil de la DFB le plaça en tête. Le directeur sportif Matthias Sammer et l'entraîneur de la DFB Horst Hrubesch remirent au talentueux joueur le trophée, ainsi qu'un chèque de 20 000 euros au stade de Gelsenkirchen en Allemagne le 16 août 2006. Il avait déjà gagné la médaille de bronze en 2005.

#### Tottenham Hotspur (2007-2009)

##### Divers prêts
Il est transféré à Tottenham Hotspur le 31 juillet 2007 pour 5,5 millions £. Il joua son premier match de Premier League 3 novembre 2007 contre le Middlesbrough FC.
En janvier 2009, il est prêté au Borussia Dortmund.

#### Portsmouth (2009-2010)
En août 2009, il signe pour 1 an au Portsmouth FC moyennant la somme de 4,5 millions £. Réalisant une bonne saison en Angleterre, il est acheté un an plus tard par le Genoa CFC qui le prête dans la foulée au mythique AC Milan.

#### AC Milan (2010-2013)

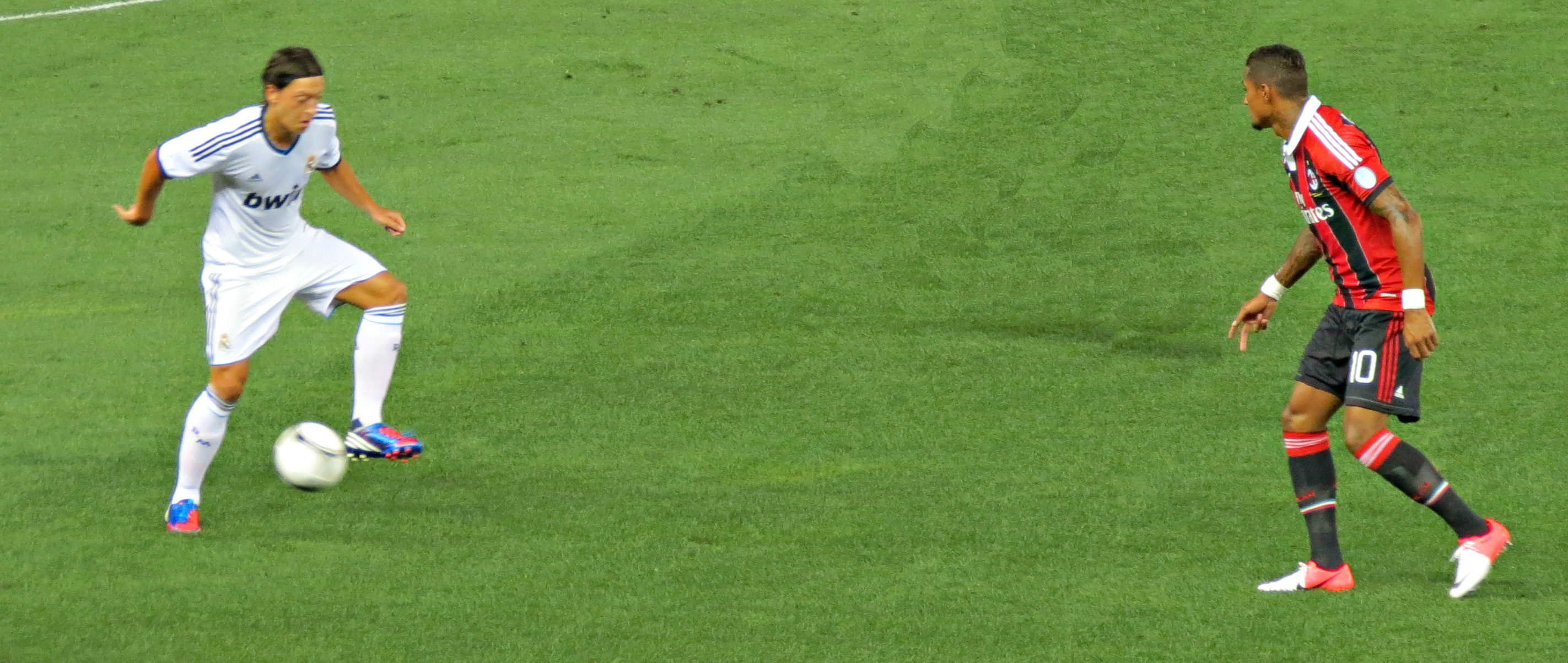
Kevin-Prince Boateng en duel face au joueur du Real Madrid, Mesut Özil.

Le joueur ghanéen est acheté le 10 août 2010 par le Genoa CFC pour 6,5 millions d'euros, puis cédé dans la foulée en copropriété pour 1,5 million d'euros plus la moitié de Giacomo Beretta à l'AC Milan.

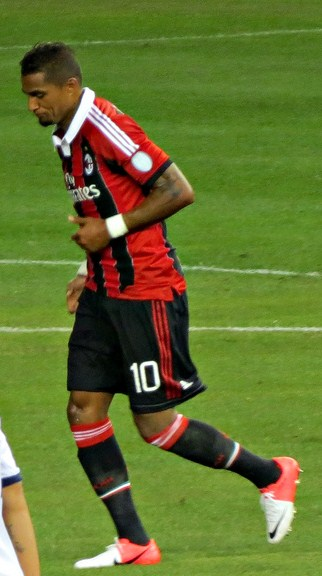
Kevin-Prince Boateng sous le maillot de l'AC Milan durant la saison 2012-2013.

Kevin-Prince Boateng porte le numéro 27 à l'AC Milan, et après des débuts légèrement difficiles, ses performances ont fait de lui l'un des joueurs indiscutables de l'équipe avec, entre autres, 3 buts à son actif. Il prononce l'envie de rester à Milan, mais le Genoa ne fait pas mystère de ses envies de récupérer le joueur.
Il finit par s'imposer en tant que numéro 10 et forme avec Ibrahimovic, Pato et Robinho le quatuor offensif clé de l'équipe. Le 24 mai 2011, le Genoa CFC cède sa copropriété à l'AC Milan, le club lombard récupère les 50 % restants du joueur pour un montant de 7 millions d'euros.
Le 23 octobre 2011, alors que le Milan AC est mené trois buts à zéro à la fin de la première mi-temps sur le terrain de l'US Lecce, le premier triplé de Boateng en Serie A permet à son équipe de revenir à la hauteur du club hôte en deuxième période. Un but de la tête de Mario Yepes permettra aux Rossoneri d'emporter la totalité de l'enjeu.
Le 23 novembre 2011, lors des phases de poule de la Ligue des Champions, il inscrit un superbe but face au FC Barcelone à San Siro.

#### Schalke 04 (2013-2015)
Le 30 août 2013, Kevin-Prince Boateng signe un contrat de 3 ans avec Schalke 04, le montant du transfert s'élève à 12 millions d'euros. Le 11 mai 2015, il est licencié par son club.
Le 8 décembre 2015, il résilie officiellement son contrat avec Schalke 04.

#### Retour à l'AC Milan (2016)
Libre de tout contrat, l'AC Milan annonce, le 5 janvier 2016 le retour de l'international ghanéen pour une durée de 6 mois.

#### UD Las Palmas (2016-2017)
En août 2016, il est recruté par Las Palmas qui joue en première division espagnole. Il inscrit un but lors de la 1re journée du championnat d'Espagne devenant ainsi le sixième joueur de l'histoire qui a réussi à marquer dans les championnats d'Angleterre, d'Allemagne, d'Italie et d'Espagne.

#### Eintracht Francfort (2017-2018)
En août 2017, Kevin-Prince Boateng s'engage pour une durée de trois saisons en faveur de Eintracht Francfort.
Le 3 décembre 2017, il inscrit le but de la victoire (1-2) de son équipe face à son club formateur, le Hertha Berlin, lors de la 14e journée de Bundesliga.
Le 21 mai 2018, il remporte la Coupe d'Allemagne face au Bayern Munich.

#### Sassuolo (2018-2019)
Le 3 juillet 2018, Kevin-Prince Boateng s'engage avec Sassuolo pour deux ans, marquant son retour en Serie A.

#### FC Barcelone (2019)
Le 21 janvier 2019, il est prêté par Sassuolo au FC Barcelone jusqu'à la fin de la saison, avec un assorti d'une option d'achat à 8 millions d'euros.

#### ACF Fiorentina (2019-2020)
Le 31 juillet 2019, KP Boateng a signé un contrat de deux ans avec la Fiorentina, qui n'a dépensé qu'un million d'euros pour le récupérer. la relation entre le Black Star et son ancien coach Vincenzo Montella n’a jamais été tranquille. Pourtant, Kevin-Prince Boateng n’accable pas le technicien italien.  « Ça n'a jamais décollé, ça arrive dans le football. A mon avis, on ne s'est pas compris. Au fil des années, il a un peu changé son jeu, son idée », reconnaît-il.

#### Besiktas JK (2020)
Le 31 janvier 2020, le milieu offensif ghanéen renforce les rangs du Besiktas d’Istanbul. Kevin-Prince Boateng découvre le cinquième championnat de sa carrière.

#### AC Monza (2020-2021)
Le 28 septembre 2020, il poursuit sa carrière en Serie B. Il a signé un contrat d'un an, plus deux années en option avec l'AC Monza (D2 italienne). L'ancien joueur de l'AC Milan et de Schalke 04 avait été prêté la saison dernière à Besiktas par la Fiorentina, qui ne comptait plus sur lui.

#### Hertha Berlin (2021-2023)
Le 23 juin 2021, il est de retour dans son ancien club à Hertha Berlin après une saison au sein de l’équipe italienne de Serie B. Le 11 août 2023, il met un terme à sa carrière sportive.

### Équipe nationale
Il se fait remarquer lors d'un match de la sélection allemande des moins de 19 ans à l'occasion des championnats d'Europe de 2005, où il inscrit à la 47e minute depuis le rond central un but d'anthologie pour une victoire allemande contre la Grèce 3-0. Ce but spectaculaire fut élu But du Mois par les téléspectateurs d'une célèbre chaîne de sport allemande. Il inscrit également lors de ce tournoi, un but lors de la demi-finale perdue face à l'équipe de France.
Il se voit par la suite proposer par Ratomir Dujković d'intégrer le groupe du Ghana participant à la phase finale de la Coupe du monde de 2006, mais il décline la proposition, suivant ainsi les conseils du manager du Hertha Berlin, Dieter Hoeness lui indiquant de privilégier la sélection allemande. Le 27 mars 2007, la presse allemande a écrit qu'il aurait confié au sélectionneur national allemand, Joachim Löw, son intention de rejoindre la sélection ghanéenne.
Le 9 septembre 2007, le Berliner Morgenpost rend public que le sélectionneur des Espoirs allemand, Dieter Eilts, ne sélectionne plus Boateng en raison d'incidents qui se seraient produits en juin 2007 en France, lors du Tournoi de Toulon.
Le 24 juin 2009, il annonce, en raison de l'absence de chances futures d’être sélectionné en équipe d'Allemagne, qu'il jouera pour les Black Stars à l'avenir, et qu'il espère faire partie de l'équipe du Ghana pour la Coupe du monde 2010. Le 7 mai 2010, l’entraîneur du Ghana, Milovan Rajevac, nomme Boateng dans la liste des 30 joueurs pour la préparation pour la Coupe du monde en 2010. Le 12 mai 2010, la FIFA approuve finalement la demande de Boateng, ouvrant la voie pour lui de jouer pour le Ghana à la Coupe du monde FIFA 2010. Il sera ainsi retenu dans la liste définitive des 23 joueurs. Il fait ses débuts pour le Ghana lors d'une victoire (1-0) sur la Lettonie, le 5 juin 2010. Lors de la Coupe du monde, il joue le premier match du Ghana (victoire 1-0 face à la Serbie). Un événement se réalise lors du 3e match de poule (Allemagne 1 - 0 Ghana), puisque lui et son frère Jérôme Boateng sont tous deux présents sur la pelouse, mais dans deux sélections différentes. En huitièmes de finale, il inscrit son premier but avec le Ghana, face aux États-Unis. Le Ghana s'impose 1-2 après prolongation. Le Ghana est éliminé en quart de finale par l'Uruguay, après une séance de tirs au but.
En novembre 2011, il prend sa retraite internationale à l'âge de seulement 24 ans. En août 2013, il revient sur sa décision et annonce être de nouveau sélectionnable. Il est de nouveau appelé en sélection en novembre 2013, pour un match face à l'Égypte. Le 19 novembre 2013, il rentre à la quatre-vingtième minute contre l'Égypte et cinq minutes plus tard, il marque un but qui réduit le score à 2-1 en faveur de l'Égypte.
Le 26 juin 2014, il est exclu de son équipe nationale pour comportement violent, alors que le Ghana préparait son dernier match de poule face au Portugal.

#### Buts internationaux
|    | Date             | Lieu                                             | Adversaire | Score | Résultat | Compétition                                         |
| -- | ---------------- | ------------------------------------------------ | ---------- | ----- | -------- | --------------------------------------------------- |
| 1. | 26 juin 2010     | Stade Royal Bafokeng, Rustenburg, Afrique du Sud | États-Unis | 0-1   | 1-2 a.p. | Coupe du monde 2010                                 |
| 2. | 19 novembre 2013 | Stade du 30 Juin, Le Caire, Égypte               | Égypte     | 1-2   | 1-2      | Éliminatoires de la coupe du monde de football 2014 |

## Statistiques
| Saison                | Club                     | Championnat           | Championnat | Championnat | Championnat | Coupe(s) nationale(s) | Coupe(s) nationale(s) | Coupe(s) nationale(s) | Compétition(s) continentale(s) | Compétition(s) continentale(s) | Compétition(s) continentale(s) | Compétition(s) continentale(s) | Barrages | Barrages | Barrages | Total | Total | Total |
| Saison                | Club                     | Division              | M.          | B.          | P.d.        | M.                    | B.                    | P.d.                  | Comp.                          | M.                             | B.                             | P.d.                           | M.       | B.       | P.d.     | M.    | B.    | P.d.  |
| 2005-2006             | Hertha Berlin            | Bundesliga            | 21          | 2           | 3           | 2                     | 0                     | 0                     | C3                             | 4                              | 0                              | 0                              | -        | -        | -        | 27    | 2     | 3     |
| 2006-2007             | Hertha Berlin            | Bundesliga            | 21          | 2           | 5           | 3                     | 0                     | 1                     | C3                             | 2                              | 1                              | 0                              | -        | -        | -        | 26    | 3     | 6     |
| Sous-total            | Sous-total               | Sous-total            | 42          | 4           | 8           | 5                     | 0                     | 1                     | -                              | 6                              | 1                              | 0                              | 0        | 0        | 0        | 53    | 5     | 9     |
| 2007-2008             | Tottenham Hotspur        | Premier League        | 13          | 0           | 0           | 5                     | 0                     | 0                     | C3                             | 3                              | 0                              | 0                              | -        | -        | -        | 21    | 0     | 0     |
| 2008-2009             | Tottenham Hotspur        | Premier League        | 1           | 0           | 0           | 1                     | 0                     | 0                     | -                              | -                              | -                              | -                              | -        | -        | -        | 2     | 0     | 0     |
| 2008-2009             | Borussia Dortmund (prêt) | Bundesliga            | 10          | 0           | 2           | 1                     | 0                     | 0                     | -                              | -                              | -                              | -                              | -        | -        | -        | 11    | 0     | 2     |
| 2009-2010             | Tottenham Hotspur        | Premier League        | -           | -           | -           | 1                     | 0                     | 1                     | -                              | -                              | -                              | -                              | -        | -        | -        | 1     | 0     | 1     |
| Sous-total            | Sous-total               | Sous-total            | 14          | 0           | 0           | 7                     | 0                     | 1                     | -                              | 3                              | 0                              | 0                              | 0        | 0        | 0        | 24    | 0     | 1     |
| 2009-2010             | Portsmouth FC            | Premier League        | 22          | 3           | 2           | 5                     | 2                     | 1                     | -                              | -                              | -                              | -                              | -        | -        | -        | 27    | 5     | 3     |
| Sous-total            | Sous-total               | Sous-total            | 22          | 3           | 2           | 5                     | 2                     | 1                     | -                              | 0                              | 0                              | 0                              | 0        | 0        | 0        | 27    | 5     | 3     |
| 2010-2011             | AC Milan                 | Serie A               | 26          | 3           | 2           | 1                     | 0                     | 0                     | C1                             | 7                              | 0                              | 1                              | -        | -        | -        | 34    | 3     | 3     |
| 2011-2012             | AC Milan                 | Serie A               | 19          | 5           | 6           | 1                     | 1                     | 0                     | C1                             | 7                              | 3                              | 0                              | -        | -        | -        | 27    | 9     | 6     |
| 2012-2013             | AC Milan                 | Serie A               | 29          | 2           | 5           | 1                     | 0                     | 1                     | C1                             | 7                              | 1                              | 1                              | -        | -        | -        | 37    | 3     | 7     |
| 2013-2014             | AC Milan                 | Serie A               | -           | -           | -           | -                     | -                     | -                     | C1                             | 2                              | 2                              | 0                              | -        | -        | -        | 2     | 2     | 0     |
| Sous-total            | Sous-total               | Sous-total            | 74          | 10          | 13          | 3                     | 1                     | 1                     | -                              | 23                             | 6                              | 2                              | 0        | 0        | 0        | 100   | 17    | 16    |
| 2013-2014             | Schalke 04               | Bundesliga            | 28          | 6           | 4           | 1                     | 0                     | 0                     | C1                             | 6                              | 1                              | 0                              | -        | -        | -        | 35    | 7     | 4     |
| 2014-2015             | Schalke 04               | Bundesliga            | 18          | 0           | 4           | 1                     | 0                     | 0                     | C1                             | 6                              | 0                              | 1                              | -        | -        | -        | 25    | 0     | 5     |
| Sous-total            | Sous-total               | Sous-total            | 46          | 6           | 8           | 2                     | 0                     | 0                     | -                              | 12                             | 1                              | 1                              | 0        | 0        | 0        | 60    | 7     | 9     |
| 2015-2016             | AC Milan                 | Serie A               | 11          | 1           | 0           | 3                     | 0                     | 0                     | -                              | -                              | -                              | -                              | -        | -        | -        | 14    | 1     | 0     |
| Sous-total            | Sous-total               | Sous-total            | 11          | 1           | 0           | 3                     | 0                     | 0                     | -                              | -                              | -                              | -                              | 0        | 0        | 0        | 14    | 1     | 0     |
| 2016-2017             | UD Las Palmas            | Liga                  | 28          | 10          | 3           | 1                     | 0                     | 0                     | -                              | 0                              | 0                              | 0                              | 0        | 0        | 0        | 29    | 10    | 3     |
| Sous-total            | Sous-total               | Sous-total            | 28          | 10          | 3           | 1                     | 0                     | 0                     | -                              | 0                              | 0                              | 0                              | 0        | 0        | 0        | 29    | 10    | 3     |
| 2017-2018             | Eintracht Francfort      | Bundesliga            | 31          | 6           | 1           | 5                     | 0                     | 1                     | -                              | -                              | -                              | -                              | -        | -        | -        | 36    | 6     | 2     |
| Sous-total            | Sous-total               | Sous-total            | 31          | 6           | 1           | 5                     | 0                     | 1                     | -                              | 0                              | 0                              | 0                              | 0        | 0        | 0        | 36    | 6     | 2     |
| 2018-2019             | US Sassuolo              | Serie A               | 13          | 4           | 1           | 2                     | 1                     | 0                     | -                              | -                              | -                              | -                              | -        | -        | -        | 15    | 5     | 1     |
| Sous-total            | Sous-total               | Sous-total            | 13          | 4           | 1           | 2                     | 1                     | 0                     | -                              | 0                              | 0                              | 0                              | 0        | 0        | 0        | 15    | 5     | 1     |
| 2019                  | FC Barcelone (prêt)      | Liga                  | 3           | 0           | 0           | 1                     | 0                     | 0                     | -                              | -                              | -                              | -                              | -        | -        | -        | 4     | 0     | 0     |
| Sous-total            | Sous-total               | Sous-total            | 3           | 0           | 0           | 1                     | 0                     | 0                     | -                              | 0                              | 0                              | 0                              | 0        | 0        | 0        | 4     | 0     | 0     |
| 2019-2020             | ACF Fiorentina           | Serie A               | 14          | 1           | 0           | 1                     | 0                     | 0                     | -                              | -                              | -                              | -                              | -        | -        | -        | 15    | 1     | 0     |
| Sous-total            | Sous-total               | Sous-total            | 14          | 1           | 0           | 1                     | 0                     | 0                     | -                              | 0                              | 0                              | 0                              | 0        | 0        | 0        | 15    | 1     | 0     |
| 2020                  | Beşiktaş JK (prêt)       | Süper Lig             | 11          | 3           | 1           | -                     | -                     | -                     | -                              | -                              | -                              | -                              | -        | -        | -        | 11    | 3     | 1     |
| Sous-total            | Sous-total               | Sous-total            | 11          | 3           | 1           | 0                     | 0                     | 0                     | -                              | 0                              | 0                              | 0                              | 0        | 0        | 0        | 11    | 3     | 1     |
| 2020-2021             | AC Monza                 | Serie B               | 25          | 5           | 4           | -                     | -                     | -                     | -                              | -                              | -                              | -                              | -        | -        | -        | 25    | 5     | 4     |
| Sous-total            | Sous-total               | Sous-total            | 25          | 5           | 4           | 0                     | 0                     | 0                     | -                              | 0                              | 0                              | 0                              | 0        | 0        | 0        | 25    | 5     | 4     |
| 2021-2022             | Hertha Berlin            | Bundesliga            | 18          | 0           | 0           | 2                     | 0                     | 0                     | -                              | -                              | -                              | -                              | 1        | 0        | 0        | 21    | 0     | 0     |
| 2022-2023             | Hertha Berlin            | Bundesliga            | 16          | 0           | 0           | 1                     | 0                     | 0                     | -                              | -                              | -                              | -                              | -        | -        | -        | 17    | 0     | 0     |
| Sous-total            | Sous-total               | Sous-total            | 34          | 0           | 0           | 3                     | 0                     | 0                     | -                              | 0                              | 0                              | 0                              | 1        | 0        | 0        | 38    | 0     | 0     |
| Total sur la carrière | Total sur la carrière    | Total sur la carrière | 368         | 53          | 41          | 38                    | 4                     | 5                     | -                              | 44                             | 8                              | 3                              | 1        | 0        | 0        | 451   | 65    | 49    |

### But international
| Buts internationaux de Kevin Prince-Boateng | Buts internationaux de Kevin Prince-Boateng | Buts internationaux de Kevin Prince-Boateng      | Buts internationaux de Kevin Prince-Boateng | Buts internationaux de Kevin Prince-Boateng | Buts internationaux de Kevin Prince-Boateng | Buts internationaux de Kevin Prince-Boateng         | Buts internationaux de Kevin Prince-Boateng |
|                                             | Date                                        | Lieu                                             | Adversaire                                  | Score                                       | Résultat                                    | Compétition                                         |                                             |
| ------------------------------------------- | ------------------------------------------- | ------------------------------------------------ | ------------------------------------------- | ------------------------------------------- | ------------------------------------------- | --------------------------------------------------- | ------------------------------------------- |
| 1.                                          | 26 juin 2010                                | Stade Royal Bafokeng, Rustenburg, Afrique du Sud | États-Unis                                  | 0 - 1                                       | 1 - 2                                       | 1/8 de finale de la Coupe du monde de football 2010 |                                             |

## Caractéristiques techniques

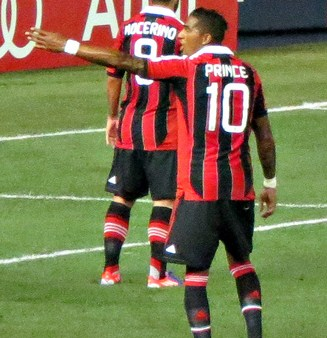
Kevin-Prince Boateng sous les couleurs de l'AC Milan.

Milieu relayeur ou milieu offensif physique, bon techniquement que ce soit dans sa qualité de passe et dans sa vision de jeu. Très explosif cela dit, il arrive à compenser grâce à sa puissance physique et un gros volume de jeu ,, lui permettant d'avoir des prédispositions pour créer la ferveur dans les stades. Il déclare être admiratif de Pelé et Rivaldo pour leur capacité à enthousiasmer le public par leur virtuosité. Avec le progrès de sa carrière, il a également développé une propension à se sacrifier qui lui permet de combiner quantité et qualité et à marquer des buts, ce joueur doit améliorer certains aspects de son jeu, afin de devenir une référence à son poste.

## Vie personnelle
Kevin-Prince Boateng est né d'un père ghanéen et d'une mère allemande. Son oncle est un ancien international ghanéen et son grand-père est le cousin du buteur allemand, Helmut Rahn, vainqueur de la Coupe du monde 1954.
Il a deux frères, George (à ne pas confondre avec le milieu de terrain et international néerlandais, George Boateng) et Jérôme. Les deux sont joueurs de football. Kevin-Prince Boateng joua avec son frère au Hertha Berlin, et ce dernier joue au LASK en Autriche.
Boateng se qualifie lui-même « The Ghetto Kid », car il a été élevé dans le quartier pauvre de Berlin, Wedding.
Boateng a treize tatouages. Il a dit à propos d'un tatouage sur son biceps : « Ici, vous voyez l'Afrique et le Ghana de mon père ». Il ajouta : « J'ai deux jokers, l'un sourit et l'autre pleure. Cela veut dire rit maintenant, pleure plus tard ».
Le 15 avril Melissa Satta sa compagne donne naissance à, son premier enfant pour elle et deuxième pour Kevin-Prince Boateng, Maddox Prince Boateng.

## Palmarès

### Club

#### Tottenham Hotspur
- Carling Cup (1) :
  - Vainqueur en 2008

#### Portsmouth
- FA Cup
  - Finaliste en 2010

#### AC Milan
- Championnat d'Italie (1) :
  - Vainqueur en 2011

- Supercoupe d'Italie (1) :
  - Vainqueur en 2011

- Trophée Luigi Berlusconi (1) :
  - Vainqueur : 2011

#### Eintracht Francfort
- Coupe d'Allemagne (1) :
  - Vainqueur en 2018

#### FC Barcelone
- Championnat d'Espagne (1) :
  - Vainqueur en 2019